# Geminidy

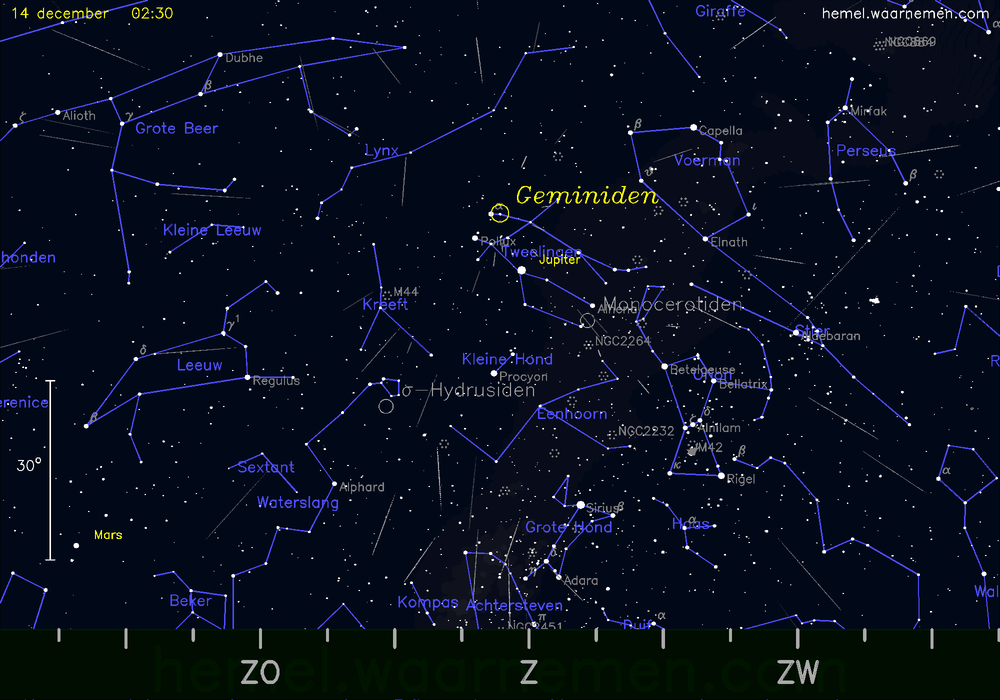
Mapa noční oblohy s vyznačením radiantu Germinidů

Geminidy jsou meteorický roj, jehož mateřským tělesem je 3200 Phaethon. Radiant roje se nachází v souhvězdí Blíženců u hvězdy Castor.
Geminidy patří k nejaktivnějším a nejpravidelnějším meteorickým rojům. Zajímavé jsou nejen kvůli své vysoké aktivitě, ale i díky ne zcela známému původu. Mateřská tělesa většiny meteorických rojů jsou komety, ale u Geminid tomu tak možná není. Předpokládá se, že pocházejí z planetky 3200 Phaethon, která s velkou pravděpodobností není obyčejným asteroidem, ale je to jádro vyhaslé komety.

## Pozorování
Geminidy lze každoročně pozorovat mezi 7. až 17. prosincem, přičemž maximum se vyskytuje kolem 13. až 14. prosince. Geminidy jsou meteory střední rychlosti (se Zemí se setkávají při rychlosti 34,6 km / s); slabší meteory jsou aktivnější dříve, zatímco nejjasnější meteory se obvykle objevují po maximu. Očekávaná nejvyšší zenitová hodinová frekvence je až 130 +/- 20 meteorů. Zajímavostí Geminid bývají zelenkavé meteory; běžné jsou bílé, modré a žluté. Ze všech meteorických rojů Geminidy pronikají nejhlouběji do zemské atmosféry. Maximum je 40 km nad zemským povrchem. Jejich hustota je nejvyšší ze všech známých meteorických rojů – 2 až 3 g / cm2 a byla zjištěna z ablace. Dráha meteoroidů, z nichž vznikají, je ovlivňována Zemí, ale především Jupiterem. Průsečík meteoroidového proudu s ekliptikou se vzdaluje od Slunce. V roce 1700 byl vzdálen 0,1337 AU od zemské dráhy. V roce 1900 se vzdálenost zmenšila už jen na 0,0178 AU a roku 2100 bude (podle Miroslava Plavce) z vnější strany zemské dráhy ve vzdálenosti 0,1066 AU .